# Chirimoya de la Costa Tropical de Granada-Málaga
Chirimoya de la Costa Tropical de Granada-Málaga es una denominación de origen protegida aplicada a las chirimoyas que reúnen las características definidas en su reglamento, y cumplan los requisitos exigidos por el mismo.
La zona de producción, de las chirimoyas amparadas por la denominación de origen está constituida por los terrenos ubicados en los términos municipales de Motril, Salobreña, Vélez de Benaudalla, Los Guájares, Molvízar, Ítrabo, Otívar, Lentejí, Jete y Almuñécar, de la provincia de Granada, y Nerja, Frigiliana, Torrox, Algarrobo y Vélez-Málaga, de la provincia de Málaga, España.
Las chirimoyas protegidas proceden exclusivamente de las variedades Fino de Jete y Campas, aunque el Consejo Regulador puede proponer a la Consejería de Agricultura y Pesca de la Junta de Andalucía que sean autorizadas nuevas variedades que produzcan chirimoyas de calidad.